# 沙菲益阿布巴卡
沙菲益阿布巴卡，马来西亚政治人物，伊斯兰党籍，曾经为雪兰莪州议会加影、万宜州议员 。

## 政治生涯
2008年3月8日，沙菲益阿布巴卡于马来西亚第12届全国大选中胜出，当选为雪兰莪州议会万宜州议员。